# Shingo Ueno
Shingo Ueno (jap. 上野 真吾, Ueno Shingo; * 12. November 1973) ist ein ehemaliger japanischer Skispringer.

## Werdegang
Ueno bestritt sein erstes internationales Springen am 11. Januar 2002 im Continental Cup in Sapporo auf der Normalschanze. Bereits einen Tag später konnte er auf der Großschanze mit Platz 5 erstmals auf die vorderen Plätze springen. Nachdem er auch im zweiten Springen auf der Schanze mit Platz 6 ein gutes Ergebnis erzielt hatte, wurde er für die nationale Gruppe für japanische Weltcup-Springen nominiert und stand erstmals am 24. Januar 2002 in Hakuba im Aufgebot. Er beendete das Springen auf dem 43. Platz. Am folgenden Tag konnte er in Sapporo Platz 38 erreichen. Nach weiteren Springen im Continental Cup, sprang er erneut am 23. Januar 2003 in Hakuba im Weltcup, konnte aber erneut nicht den 2. Durchgang erreichen. Auch in den folgenden Springen in Sapporo wurde er nur 50. und damit Letzter. Zwei weitere Jahre wurde er lediglich bei Springen im Rahmen des Continental Cups eingesetzt, bevor er am 21. Januar 2006 in Sapporo als nationaler Springer erneut eingesetzt wurde und in diesem Springen erstmals den 2. Durchgang und am Ende den 25. Platz erreichte. Einen Tag später wurde er 13. und erreichte damit sein bestes Weltcup-Ergebnis. Es war jedoch sein bislang letzter Weltcup. Seither ist er nur noch einige Springen im FIS-Cup gesprungen. Am 5. März 2007 sprang er sein bislang letztes Springen auf der Zaō-Schanze im japanischen Yamagata.